# Брезнишкі-Ізвор
Бре́знишкі-Ізво́р (болг. Брезнишки извор) — село в Перницькій області Болгарії. Входить до складу общини Брезник.

## Населення
За даними перепису населення 2011 року у селі проживали 35 осіб, з них 33 особи (97,1%) — болгари.
Розподіл населення за віком у 2011 році:
Динаміка населення: